# Temporada 1992-93 de los Charlotte Hornets
La temporada 1992-93 fue la quinta de los Charlotte Hornets en la NBA. La temporada regular acabó con 44 victorias y 38 derrotas, ocupando el quinto puesto de la conferencia Este, clasificándose para los playoffs por primera vez en su corta historia, en los que cayeron en semifinales de conferencia ante los New York Knicks.

## Elecciones en elDraft
| Ronda | Puesto | Jugador         | Posición | Nacionalidad   | Universidad |
| ----- | ------ | --------------- | -------- | -------------- | ----------- |
| 1     | 2      | Alonzo Mourning | Pívot    | Estados Unidos | Georgetown  |
| 2     | 35     | Tony Bennett    | Base     | Estados Unidos | Green Bay   |

## Temporada regular
| División Central      | División Central | División Central | División Central | División Central | División Central | División Central | División Central | División Central |
| Equipo                | G                | P                | %                | PD               | Casa             | Fuera            | Div              |                  |
| --------------------- | ---------------- | ---------------- | ---------------- | ---------------- | ---------------- | ---------------- | ---------------- | ---------------- |
| y-Chicago Bulls       | 57               | 25               | .695             | —                | 31–10            | 26–15            | 19–9             |                  |
| x-Cleveland Cavaliers | 54               | 28               | .659             | 3                | 35–6             | 19–22            | 22–6             |                  |
| x-Charlotte Hornets   | 44               | 38               | .537             | 13               | 22–19            | 22–19            | 12–16            |                  |
| x-Atlanta Hawks       | 43               | 39               | .524             | 14               | 25–16            | 18–23            | 12–16            |                  |
| x-Indiana Pacers      | 41               | 41               | .500             | 16               | 27–14            | 14–27            | 11–17            |                  |
| Detroit Pistons       | 40               | 42               | .488             | 17               | 28–13            | 12–29            | 12–16            |                  |
| Milwaukee Bucks       | 28               | 54               | .341             | 29               | 18–23            | 10–31            | 10–18            |                  |

## Playoffs

### Primera ronda
Boston Celtics  vs. Charlotte Hornets
| Fecha       | Partido                                   | Ciudad    |
| ----------- | ----------------------------------------- | --------- |
| 29 de abril | Boston Celtics 112, Charlotte Hornets 101 | Boston    |
| 1 de mayo   | Boston Celtics 98, Charlotte Hornets 99   | Boston    |
| 3 de mayo   | Charlotte Hornets 119, Boston Celtics 89  | Charlotte |
| 5 de mayo   | Charlotte Hornets 104, Boston Celtics 103 | Charlotte |
|             | Charlotte Hornets gana las series 3-1     |           |

### Semifinales de Conferencia
New York Knicks vs. Charlotte Hornets
| Fecha      | Partido                                    | Ciudad     |
| ---------- | ------------------------------------------ | ---------- |
| 9 de mayo  | New York Knicks 111, Charlotte Hornets 95  | Nueva York |
| 12 de mayo | New York Knicks 105, Charlotte Hornets 101 | Nueva York |
| 14 de mayo | Charlotte Hornets 110, New York Knicks 106 | Charlotte  |
| 16 de mayo | Charlotte Hornets 92, New York Knicks 94   | Charlotte  |
| 18 de mayo | New York Knicks 105, Charlotte Hornets 101 | Nueva York |
|            | New York Knicks gana las series 4-1        |            |

## Estadísticas

### Temporada regular
| Rk | Jugador          | Edad | P  | PT | MP   | TC  | TCI  | %TC  | T3  | T3I | %T3  | TL  | TLI | %TL  | RO  | RD  | RT   | AS  | RB  | TAP | BP  | FP  | PTS  |
| -- | ---------------- | ---- | -- | -- | ---- | --- | ---- | ---- | --- | --- | ---- | --- | --- | ---- | --- | --- | ---- | --- | --- | --- | --- | --- | ---- |
| 1  | Larry Johnson    | 23   | 82 | 82 | 40.5 | 8.9 | 16.9 | .526 | 0.2 | 0.9 | .254 | 4.1 | 5.3 | .767 | 3.4 | 7.1 | 10.5 | 4.3 | 0.6 | 0.3 | 2.8 | 2.3 | 22.1 |
| 2  | Kendall Gill     | 24   | 69 | 67 | 35.2 | 6.7 | 15.0 | .449 | 0.2 | 0.9 | .274 | 3.2 | 4.2 | .772 | 1.7 | 3.2 | 4.9  | 3.9 | 1.4 | 0.5 | 2.5 | 2.8 | 16.9 |
| 3  | Muggsy Bogues    | 28   | 81 | 80 | 35.0 | 4.1 | 9.0  | .453 | 0.1 | 0.3 | .231 | 1.7 | 2.1 | .833 | 0.6 | 3.0 | 3.7  | 8.8 | 2.0 | 0.1 | 1.9 | 2.2 | 10.0 |
| 4  | Alonzo Mourning  | 22   | 78 | 78 | 33.9 | 7.3 | 14.3 | .511 | 0.0 | 0.0 | .000 | 6.3 | 8.1 | .781 | 3.4 | 6.9 | 10.3 | 1.0 | 0.3 | 3.5 | 3.0 | 3.7 | 21.0 |
| 5  | Dell Curry       | 28   | 80 | 0  | 26.2 | 6.2 | 13.8 | .452 | 1.2 | 3.0 | .401 | 1.7 | 2.0 | .866 | 0.6 | 2.9 | 3.6  | 2.3 | 1.1 | 0.3 | 1.6 | 1.9 | 15.3 |
| 6  | Johnny Newman    | 29   | 64 | 27 | 23.0 | 4.4 | 8.3  | .522 | 0.2 | 0.7 | .267 | 3.0 | 3.8 | .808 | 1.1 | 1.1 | 2.2  | 1.8 | 0.7 | 0.3 | 1.4 | 2.4 | 11.9 |
| 7  | David Wingate    | 29   | 72 | 55 | 20.4 | 2.5 | 4.7  | .536 | 0.0 | 0.1 | .167 | 1.1 | 1.5 | .738 | 0.7 | 1.7 | 2.4  | 2.5 | 0.9 | 0.1 | 1.2 | 1.9 | 6.1  |
| 8  | Kenny Gattison   | 28   | 75 | 5  | 19.7 | 2.7 | 5.1  | .529 | 0.0 | 0.0 | .000 | 1.4 | 2.3 | .604 | 1.4 | 3.3 | 4.7  | 0.9 | 0.6 | 0.7 | 0.9 | 3.2 | 6.8  |
| 9  | J.R. Reid        | 24   | 17 | 1  | 17.4 | 2.5 | 5.8  | .429 | 0.0 | 0.1 | .000 | 2.5 | 3.4 | .741 | 1.2 | 2.9 | 4.1  | 1.4 | 0.6 | 0.3 | 1.4 | 2.9 | 7.5  |
| 10 | Tony Bennett     | 23   | 75 | 2  | 11.4 | 1.5 | 3.5  | .423 | 0.3 | 1.1 | .325 | 0.4 | 0.5 | .732 | 0.2 | 0.7 | 0.8  | 1.8 | 0.4 | 0.0 | 0.7 | 1.5 | 3.7  |
| 11 | Lorenzo Williams | 23   | 2  | 0  | 9.0  | 0.5 | 1.5  | .333 | 0.0 | 0.0 |      | 0.0 | 0.0 |      | 1.5 | 3.0 | 4.5  | 0.0 | 0.0 | 1.0 | 1.0 | 2.0 | 1.0  |
| 12 | Kevin Lynch      | 24   | 40 | 8  | 8.1  | 0.8 | 1.5  | .508 | 0.0 | 0.0 | .000 | 0.7 | 1.0 | .684 | 0.3 | 0.6 | 0.9  | 0.6 | 0.3 | 0.2 | 0.6 | 1.1 | 2.2  |
| 13 | Tom Hammonds     | 25   | 19 | 5  | 7.5  | 1.0 | 2.4  | .422 | 0.0 | 0.0 |      | 0.3 | 0.4 | .625 | 0.3 | 1.4 | 1.6  | 0.4 | 0.0 | 0.2 | 0.2 | 1.1 | 2.3  |
| 14 | Mike Gminski     | 33   | 34 | 0  | 7.4  | 1.2 | 2.4  | .506 | 0.0 | 0.0 |      | 0.3 | 0.3 | .900 | 1.0 | 1.5 | 2.5  | 0.2 | 0.0 | 0.3 | 0.3 | 0.8 | 2.7  |
| 15 | Sidney Green     | 32   | 24 | 0  | 5.3  | 0.6 | 1.7  | .350 | 0.0 | 0.1 | .000 | 0.5 | 0.7 | .750 | 0.6 | 1.4 | 2.0  | 0.2 | 0.0 | 0.1 | 0.3 | 0.7 | 1.7  |

### Playoffs
| Rk | Jugador         | Edad | P | PT | MP   | TC  | TCI  | %TC  | T3  | T3I | %T3  | TL  | TLI  | %TL   | RO  | RD  | RT  | AS  | RB  | TAP | BP  | FP  | PTS  |
| -- | --------------- | ---- | - | -- | ---- | --- | ---- | ---- | --- | --- | ---- | --- | ---- | ----- | --- | --- | --- | --- | --- | --- | --- | --- | ---- |
| 1  | Alonzo Mourning | 22   | 9 | 9  | 40.8 | 7.9 | 16.4 | .480 | 0.0 | 0.2 | .000 | 8.0 | 10.3 | .774  | 3.1 | 6.8 | 9.9 | 1.4 | 0.7 | 3.4 | 4.1 | 4.1 | 23.8 |
| 2  | Kendall Gill    | 24   | 9 | 9  | 39.2 | 7.2 | 18.0 | .401 | 0.1 | 0.7 | .167 | 2.8 | 3.9  | .714  | 2.9 | 2.2 | 5.1 | 2.9 | 2.3 | 0.7 | 2.1 | 3.2 | 17.3 |
| 3  | Larry Johnson   | 23   | 9 | 9  | 38.7 | 7.6 | 13.6 | .557 | 0.1 | 0.4 | .250 | 4.6 | 5.8  | .788  | 2.1 | 4.8 | 6.9 | 3.3 | 0.6 | 0.2 | 2.1 | 3.0 | 19.8 |
| 4  | Muggsy Bogues   | 28   | 9 | 9  | 38.4 | 4.3 | 9.1  | .476 | 0.0 | 0.2 | .000 | 1.1 | 1.6  | .714  | 0.7 | 3.3 | 4.0 | 7.8 | 2.7 | 0.0 | 1.9 | 2.3 | 9.8  |
| 5  | Dell Curry      | 28   | 9 | 0  | 24.7 | 4.7 | 10.8 | .433 | 0.7 | 2.3 | .286 | 1.0 | 1.2  | .818  | 1.2 | 2.3 | 3.6 | 2.0 | 1.4 | 0.0 | 1.4 | 2.1 | 11.0 |
| 6  | Kenny Gattison  | 28   | 9 | 0  | 20.8 | 2.4 | 5.1  | .478 | 0.0 | 0.0 |      | 1.0 | 2.3  | .429  | 2.1 | 2.2 | 4.3 | 1.2 | 0.6 | 0.1 | 0.8 | 2.0 | 5.9  |
| 7  | Johnny Newman   | 29   | 9 | 9  | 19.2 | 3.1 | 6.1  | .509 | 0.1 | 0.6 | .200 | 1.2 | 1.8  | .688  | 0.8 | 1.3 | 2.1 | 2.0 | 1.1 | 0.1 | 1.7 | 2.1 | 7.6  |
| 8  | David Wingate   | 29   | 9 | 0  | 13.0 | 0.9 | 2.4  | .364 | 0.0 | 0.0 |      | 0.3 | 0.9  | .375  | 0.4 | 0.9 | 1.3 | 1.7 | 0.4 | 0.1 | 0.1 | 1.0 | 2.1  |
| 9  | Tony Bennett    | 23   | 8 | 0  | 10.8 | 1.5 | 3.1  | .480 | 0.5 | 1.0 | .500 | 0.3 | 0.3  | 1.000 | 0.1 | 1.0 | 1.1 | 1.6 | 0.3 | 0.1 | 0.6 | 1.0 | 3.8  |
| 10 | Sidney Green    | 32   | 9 | 0  | 8.7  | 0.8 | 2.0  | .389 | 0.0 | 0.0 |      | 0.1 | 0.3  | .333  | 0.9 | 2.3 | 3.2 | 0.1 | 0.1 | 0.1 | 0.2 | 1.7 | 1.7  |
| 11 | Kevin Lynch     | 24   | 1 | 0  | 3.0  | 0.0 | 0.0  |      | 0.0 | 0.0 |      | 0.0 | 0.0  |       | 0.0 | 0.0 | 0.0 | 1.0 | 0.0 | 0.0 | 0.0 | 0.0 | 0.0  |
| 12 | Mike Gminski    | 33   | 2 | 0  | 2.5  | 0.5 | 1.0  | .500 | 0.0 | 0.0 |      | 0.0 | 0.0  |       | 0.0 | 0.5 | 0.5 | 0.0 | 0.0 | 0.0 | 0.0 | 0.0 | 1.0  |

## Galardones y récords
| Jugador         | Galardón                              |
| Larry Johnson   | 2.º Mejor quinteto de la NBA All-Star |
| Alonzo Mourning | Mejor quinteto de rookies de la NBA   |